# Pro Arte et Studio
Pro Arte et Studio – (z łac. „sztuce i nauce”) – miesięcznik młodzieży akademickiej Uniwersytetu Warszawskiego.

## Historia i profil
Tytuł ukazał się w marcu 1916. Redaktorem przez kilkanaście początkowych miesięcy był Edward Boyé. Na początku pismo było eklektyczne: estetyzujące i tradycjonalistyczne. Pomimo to już wtedy publikowali na jego łamach Jan Lechoń i Julian Tuwim. Jednak już w 1917 (miała wtedy miejsce rewolucja pałacowa w redakcji) profil pisma lekko się zmienił, zwiększyły się wpływy formującej się już wówczas grupy preskamandryckiej. W skład kierownictwa pisma wchodzili wtedy: Mieczysław Grydzewski, Jan Lechoń, Władysław Zawistowski, Zdzisław Dytel i Zygmunt Karski. W piśmie dominowały już dążenia, które później określiły skamandrycki model poezji. Po burzy spowodowanej publikacją Wiosny Tuwima i dalszych zmianach w składzie redakcji (od listopada 1917 do marca 1918) dominacja skamandrytów była już zdecydowana.
W styczniu 1919 czasopismo zmieniło nazwę na „Pro Arte”, a jego redaktorem naczelnym został, aż do ostatniego numeru, który ukazał się we wrześniu 1919, Jan Lechoń. W tym czasie pismo nabrało bardziej antytradycjonalistycznego charakteru. Główną rolę odgrywali w nim Mieczysław Grydzewski oraz piątka poetów: Jarosław Iwaszkiewicz, Jan Lechoń, Antoni Słonimski, Julian Tuwim, Kazimierz Wierzyński, związanych z kawiarnią artystyczną „Pod Picadorem”.